# 래리 설리반
래리 설리번(영어: Larry Sullivan, 1970년 9월 10일~)은 미국의 배우이다.

## 출연 작품
- 애프터매스 (2017년) - 제임스 굴릭 역
- 미스터 빌리:하일랜드의 수호자 (2012년)
- 게임 체인지 (2011년)
- 미스 노바디 (2010년)
- 오픈 하우스 (2010년)
- 프랙처 (2007년)
- 에반 올마이티 (2007년)
- 서 빌리 더 벳 (2006년)
- 인사이드 (2006년)
- 캣우먼 (2004년)
- 더 트립 (2002년)
- 디즈 올드 브로드 (2001년)
- 러시 아워 (1998년)
- 디파잉 그래버티 (1997년)

### 텔레비전
- 덱스터 시즌3 (2008년) - 에단 터너 역
- 미국 십대의 비밀생활 시즌1 (2008년)
- CSI 라스베가스 시즌11 (2010년) - 앤디 에이커스 역
- 비버리힐즈의 아이들 (1990년)
- 더 영 앤 더 레스트리스 (1973년)
- 커맨더 인 치프 (2005년)